# フェルナンド・バレンズエラ
フェルナンド・バレンズエラ・アングアメア（Fernando Valenzuela Anguamea、1960年11月1日 - 2024年10月22日）は、メキシコ合衆国ソノラ州ナボホア出身のプロ野球選手（投手）。左投左打。
1980年代（1980年 - 1989年）の10年間で128勝をあげた。この記録はMLB全体でジャック・モリス（当時タイガース）の162勝、デーブ・スティーブ（当時ブルージェイズ）の140勝に次ぎ第3位だが、左腕投手としては第1位である。

## 経歴

### 現役時代
メキシコの農場を経営する一家の12人兄弟の末子として生まれる。生年月日は公式には1960年11月1日とされているが、1955年生まれともいわれる。リーガ・メヒカーナ・デ・ベイスボルで投げている時にメジャーのスカウトから注目され、1979年にロサンゼルス・ドジャースと契約。しばらくマイナーリーグで過ごし、1980年9月15日にメジャーデビュー。1年目はリリーフで10試合に投げ2勝1セーブを挙げる。メジャーデビュー当時は「Food」、「Drink」、「Beer」しか英単語を知らない状態であった。
翌1981年、4月9日の開幕戦で登板予定だったジェリー・ロイスが怪我で回避となり、急遽開幕投手を務めるとヒューストン・アストロズ相手に5安打完封勝利を収め、そのまま先発ローテーション入りし、スクリューボールを武器に新人としてはMLB最長となる開幕8連勝を記録。オールスターにも出場し、新人ながらナショナルリーグの先発を務めた。その年は13勝7敗、防御率2.48で、新人王とサイ・ヤング賞を史上初めてダブル受賞した。チームもワールドシリーズに進出し、ニューヨーク・ヤンキースを破りワールドシリーズ優勝を果たした。彼も第3戦で完投勝利を挙げ、勝利に貢献した。以降はオーレル・ハーシュハイザーとWエースを形成することになる。
1986年には21勝11敗で最多勝のタイトルを獲得。同年のオールスターでは、1934年のカール・ハッベル（ニューヨーク・ジャイアンツ）以来の5者連続奪三振を記録した。1983年には史上初の100万ドルプレーヤーとなった。1990年6月29日のセントルイス・カージナルス戦でノーヒットノーランを達成。彼の熱狂的なファンは『フェルナンド・マニア』と呼ばれた。
チームが7年ぶりにワールドシリーズを制した1988年以後は故障がちとなり、1991年のスプリング・トレーニング中にドジャースを解雇され、以降はジャーニーマンに落ち着く。カリフォルニア・エンゼルスに移籍するが、ここでも結果を残せず、シーズン途中に解雇され、リーガ・メヒカーナ・デ・ベイスボルに復帰。投手の他、登板しない試合では一塁を守り、1993年にボルチモア・オリオールズでメジャーに復帰。その後、フィラデルフィア・フィリーズを経て、サンディエゴ・パドレス在籍時の1996年には13勝を挙げ、ドジャースを追われて以降初の二桁勝利を挙げた。翌1997年途中にセントルイス・カージナルスに移籍し、メジャーでは同年が最後となった。その後もメキシコウィンターリーグ（リーガ・メヒカーナ・デル・パシフィコ）で投げ、正式に野球選手としての現役引退を表明したのは2006年12月だった。

### 現役引退後

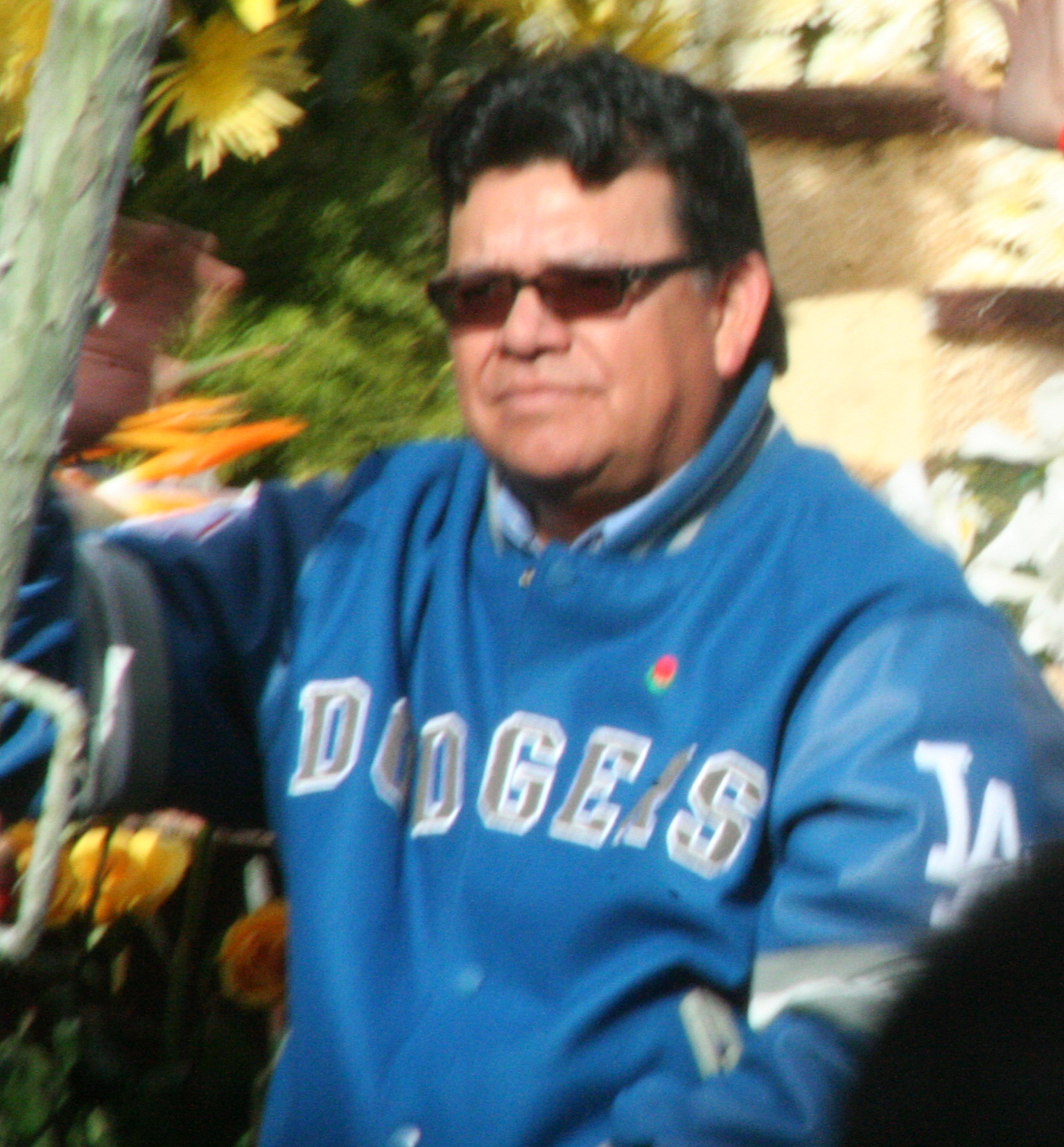
2007年

2003年より古巣・ドジャースのスペイン語中継の解説者の一人として活動している。
2006年の第1回ワールド・ベースボール・クラシックのメキシコ代表のコーチを務めた。
2017年にリーガ・メヒカーナ・デ・ベイスボルのキンタナロー・タイガースを他の投資家とともに買収した。
2024年10月22日に死去。63歳没。

## 人物

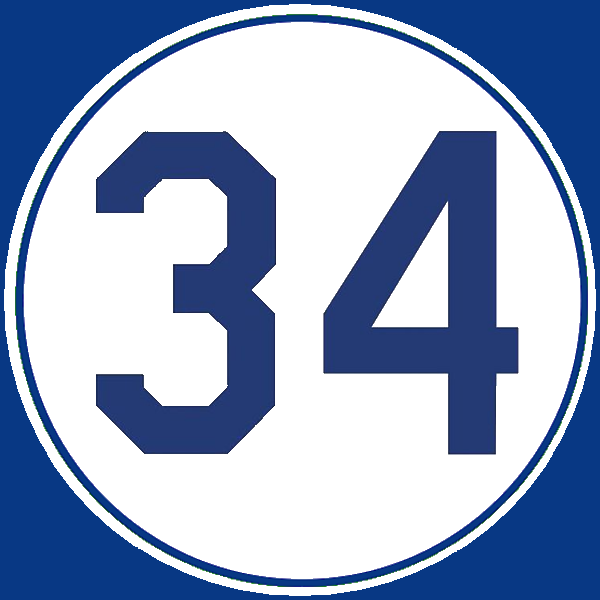
バレンズエラのドジャース在籍時の背番号「34」。
ロサンゼルス・ドジャースの永久欠番に2023年指定。

ドジャース在籍時につけていた自身の背番号「34」は、野茂英雄が入団した1995年当時より誰もつけてプレーした者はなく、野茂自身も入団後に背番号を選ぶ際「（バレンズエラの34を見て）ちょっとこの番号は控えてくれ」と言われたことがある。その後2023年2月4日、古巣ドジャースはバレンズエラの在籍時の背番号「34」を永久欠番に指定することを発表、同年8月11日に永久欠番表彰式が行われた。なお、ドジャースの永久欠番指定条件は『アメリカ野球殿堂入り』だが、バレンズエラは2023年現在アメリカ野球殿堂入りを果たしておらず、ドジャースの永久欠番指定選手ではジム・ギリアム以来2人目の、殿堂未選出の永久欠番選手となっている。
2019年7月6日、リーガ・メヒカーナ・デ・ベイスボルの全ての球団において背番号「34」が永久欠番となった。
息子のフェルナンドJrもサンディエゴ・パドレスのマイナーやメキシコでプレーしていた元プロ野球選手であり、2006年にはメキシコウィンターリーグのアギラス・デ・メヒカリで息子と共にプレーした。
前述の通り、スクリューボールの使い手として知られる。1988年、プロ野球・中日ドラゴンズとの交換留学によって当時のドジャースのキャンプに参加していた山本昌にこのスクリューを直に指導したこともあった（結局山本はこのときは習得できなかったが、別の機会にマスターすることとなった）。

## 詳細情報

### 年度別投手成績
| 年 度     | 球 団     | 登 板 | 先 発 | 完 投 | 完 封 | 無 四 球 | 勝 利 | 敗 戦 | セ 丨 ブ | ホ 丨 ル ド | 勝 率 | 打 者 | 投 球 回 | 被 安 打 | 被 本 塁 打 | 与 四 球 | 敬 遠 | 与 死 球 | 奪 三 振 | 暴 投 | ボ 丨 ク | 失 点 | 自 責 点 | 防 御 率 | W H I P |
| --------- | --------- | ----- | ----- | ----- | ----- | -------- | ----- | ----- | -------- | ----------- | ----- | ----- | -------- | -------- | ----------- | -------- | ----- | -------- | -------- | ----- | -------- | ----- | -------- | -------- | ------- |
| 1980      | LAD       | 10    | 0     | 0     | 0     | 0        | 2     | 0     | 1        | --          | 1.000 | 66    | 17.2     | 8        | 0           | 5        | 0     | 0        | 16       | 0     | 1        | 2     | 0        | 0.00     | 0.74    |
| 1981      | LAD       | 25    | 25    | 11    | 8     | 1        | 13    | 7     | 0        | --          | .650  | 758   | 192.1    | 140      | 11          | 61       | 4     | 1        | 180      | 4     | 0        | 55    | 53       | 2.48     | 1.05    |
| 1982      | LAD       | 37    | 37    | 18    | 4     | 4        | 19    | 13    | 0        | --          | .594  | 1156  | 285.0    | 247      | 13          | 83       | 12    | 2        | 199      | 4     | 0        | 105   | 91       | 2.87     | 1.16    |
| 1983      | LAD       | 35    | 35    | 9     | 4     | 1        | 15    | 10    | 0        | --          | .600  | 1094  | 257.0    | 245      | 16          | 99       | 10    | 3        | 189      | 12    | 1        | 122   | 107      | 3.75     | 1.34    |
| 1984      | LAD       | 34    | 34    | 12    | 2     | 0        | 12    | 17    | 0        | --          | .414  | 1078  | 261.0    | 218      | 14          | 106      | 4     | 2        | 240      | 11    | 1        | 109   | 88       | 3.03     | 1.24    |
| 1985      | LAD       | 35    | 35    | 14    | 5     | 0        | 17    | 10    | 0        | --          | .630  | 1109  | 272.1    | 211      | 14          | 101      | 5     | 1        | 208      | 10    | 1        | 92    | 74       | 2.45     | 1.15    |
| 1986      | LAD       | 34    | 34    | 20    | 3     | 0        | 21    | 11    | 0        | --          | .656  | 1102  | 269.1    | 226      | 18          | 85       | 5     | 1        | 242      | 13    | 0        | 104   | 94       | 3.14     | 1.15    |
| 1987      | LAD       | 34    | 34    | 12    | 1     | 0        | 14    | 14    | 0        | --          | .500  | 1116  | 251.0    | 254      | 25          | 124      | 4     | 4        | 190      | 14    | 1        | 120   | 111      | 3.98     | 1.51    |
| 1988      | LAD       | 23    | 22    | 3     | 0     | 0        | 5     | 8     | 1        | --          | .385  | 626   | 142.1    | 142      | 11          | 76       | 4     | 0        | 64       | 7     | 1        | 71    | 67       | 4.24     | 1.53    |
| 1989      | LAD       | 31    | 31    | 3     | 0     | 0        | 10    | 13    | 0        | --          | .435  | 852   | 196.2    | 185      | 11          | 98       | 6     | 2        | 116      | 6     | 4        | 89    | 75       | 3.43     | 1.44    |
| 1990      | LAD       | 33    | 33    | 5     | 2     | 1        | 13    | 13    | 0        | --          | .500  | 900   | 204.0    | 223      | 19          | 77       | 4     | 0        | 115      | 13    | 1        | 112   | 104      | 4.59     | 1.47    |
| 1991      | CAL       | 2     | 2     | 0     | 0     | 0        | 0     | 2     | 0        | --          | .000  | 36    | 6.2      | 14       | 3           | 3        | 0     | 0        | 5        | 1     | 0        | 10    | 9        | 12.15    | 2.55    |
| 1993      | BAL       | 32    | 31    | 5     | 2     | 1        | 8     | 10    | 0        | --          | .444  | 768   | 178.2    | 179      | 18          | 79       | 2     | 4        | 78       | 8     | 0        | 104   | 98       | 4.94     | 1.44    |
| 1994      | PHI       | 8     | 7     | 0     | 0     | 0        | 1     | 2     | 0        | --          | .333  | 182   | 45.0     | 42       | 8           | 7        | 1     | 0        | 19       | 1     | 0        | 16    | 15       | 3.00     | 1.09    |
| 1995      | SD        | 29    | 15    | 0     | 0     | 0        | 8     | 3     | 0        | --          | .727  | 395   | 90.1     | 101      | 16          | 34       | 2     | 0        | 57       | 4     | 0        | 53    | 50       | 4.98     | 1.49    |
| 1996      | SD        | 33    | 31    | 0     | 0     | 0        | 13    | 8     | 0        | --          | .619  | 741   | 171.2    | 177      | 17          | 67       | 2     | 0        | 95       | 7     | 0        | 78    | 69       | 3.62     | 1.42    |
| 1997      | SD        | 13    | 13    | 1     | 0     | 0        | 2     | 8     | 0        | --          | .200  | 313   | 66.1     | 84       | 10          | 32       | 0     | 4        | 51       | 2     | 0        | 42    | 35       | 4.75     | 1.75    |
| 1997      | STL       | 5     | 5     | 0     | 0     | 0        | 0     | 4     | 0        | --          | .000  | 106   | 22.2     | 22       | 2           | 14       | 0     | 1        | 10       | 2     | 0        | 19    | 14       | 5.56     | 1.59    |
| '97計     | STL       | 18    | 18    | 1     | 0     | 0        | 2     | 12    | 0        | --          | .143  | 419   | 89.0     | 106      | 12          | 46       | 0     | 5        | 61       | 4     | 0        | 61    | 49       | 4.96     | 1.71    |
| MLB：17年 | MLB：17年 | 453   | 424   | 113   | 31    | 8        | 173   | 153   | 2        | --          | .531  | 12398 | 2930.0   | 2718     | 226         | 1151     | 65    | 25       | 2074     | 119   | 11       | 1303  | 1154     | 3.54     | 1.32    |

- 各年度の太字はリーグ最高

### タイトル
- 最多勝利：1回（1986年）
- 最多奪三振：1回（1981年）

### 表彰
- サイ・ヤング賞：1回（1981年）
- 新人王（1981年）
- シルバースラッガー賞：2回（1981年、1983年）
- ゴールドグラブ賞：1回（1986年）

### 記録
- オールスター出場：6回（1981年 - 1986年）
- 173勝はメキシコ出身投手の中で最多勝